# Русская христианская гуманитарная академия
Русская христианская гуманитарная академия (РХГА; до 2004 — Русский христианский гуманитарный институт, с 2022 года — Русская христианская гуманитарная академия имени Ф. М. Достоевского) — автономное некоммерческое высшее учебное заведение. Основана в 1989 году. Является ассоциированным членом Северо-Западного отделения Российской академии образования (с 1993). Входит в число членов учебно-методического объединения высших учебных заведений РФ по образованию в области историко-архивоведения. В состав учредителей входят Российская академия образования, Санкт-Петербургская духовная академия, Институт русской литературы (Пушкинский Дом) Российской академии наук. Имеет государственную аккредитацию.

## Общие сведения
РХГА позиционирует себя как светское учебное заведение без каких-либо ограничений (национальных, вероисповедальных) для студентов и преподавателей. Особенностью образовательной концепции является признание истории и основ христианства важнейшим компонентом гуманитарного образования. На своём официальном сайте академия названа пребывающей «в лоне Русской Православной Церкви». Вместе с тем РХГА выступает как площадка для диалога представителей разных конфессий.
Разработанная в РХГА авторская научно-педагогическая школа «Ценностно-культурологической педагогики, философии исторических, региональных форм образования и актуальных проблем взаимодействия религиозных культур в образовательной среде» включена в Реестр ведущих научно-педагогических школ Санкт-Петербурга.
В 2022 году ректор РХГА Богатырёв Д. К. подписал «обращение ректоров» в поддержку вторжения России на Украину. Тогда же проректор по научной работе РХГА Шмонин Д. В. подписал «обращение сотрудников СПбГУ» в поддержку спецоперации.

### Структура
В составе Академии три факультета, реализующих программы бакалавриата, магистратуры и аспирантуры, а также колледж, реализующий программы среднего профессионального образования.
- Факультет мировых языков и культур
  - Кафедра зарубежной филологии и лингводидактики
  - Кафедра культурологии, педагогики и искусств
- Факультет философии, богословия и религиоведения
  - Кафедра теологии
  - Кафедра философии, религиоведения и педагогики
- Факультет психологии и философии человека
  - Кафедра психологии

### Научная деятельность
На базе РХГА при поддержке Российского фонда фундаментальных исследований (РФФИ), Российского гуманитарного научного фонда (РГНФ), Российского научного фонда (РНФ) реализуются научные проекты — исследовательские, информационные (по созданию информационных ресурсов), событийные (по проведению научных мероприятий) (, ).
В РХГА действуют регулярные научные конференции и научно-исследовательские семинары, направленные на изучение истории и современных проблем культуры и образования в ценностно-гуманитарном аспекте:
- Ежегодная конференция «Свято-Троицкие международные академические чтения»;
- Сретенская научно-практическая конференция «Психея и Пневма»;
- Межвузовская конференция молодых ученых «Modernity: человек и культура»;
- Историко-методологический семинар «Русская мысль»;
- Семинары Центра по изучению эзотеризма и мистицизма при РХГА;
- Семинар «Актуальное религиоведение»;
- Семинар «Евангелие и культура»;
- Педагогический научно-практический семинар.

### Известные преподаватели
Среди преподавателей, работавших в Академии в разные годы:
- Анпеткова-Шарова, Гаяна Галустовна
- Булкин, Валентин Александрович
- Григорьев, Григорий Игоревич
- Докучаев, Илья Игоревич
- Ермичев, Александр Александрович
- Корольков, Александр Аркадьевич
- Мазин, Виктор Аронович
- Пионтек, Георгий Владимирович
- Прилуцкий, Александр Михайлович
- Руберт, Ирина Борисовна
- Светлов, Роман Викторович

### Здание
Здание расположено в историческом центре города на набережной реки Фонтанки напротив Дворца Шереметева («Фонтанный дом»).
Доходный дом Петроградского губернского кредитного общества по адресу наб. Фонтанки, № 15, был введён в эксплуатацию в 1916 году и является памятником итальянизированного неоклассицизма. Архитекторы К. С. Бобровский и Б. Я. Боткин. Среди жильцов дома был артист балета Мариинского театра, балетмейстер Георгий Богданов, проживавший здесь с семьей и работавший в качестве частного балетного педагога в помещениях здания.

## Издательство Русской христианской гуманитарной академии
В РХГА действует собственное издательство, в котором опубликовано свыше 1000 наименований книг. В академической среде наиболее известна издательская серия «Русский Путь: pro et contra», в которой со времени появления в 1994 году было подготовлено порядка 150 томов. В каждой из антологий серии собраны нередко полярные оценки деятельности и творчества того или иного представителя русской культуры, мыслителя, политика со стороны как его единомышленников, так и критиков.

## Вестник Русской христианской гуманитарной академии
«Вестник Русской христианской гуманитарной академии» — русскоязычный научный журнал. Издаётся с 1997 года, до 2005 года назывался «Вестник Русского христианского гуманитарного института». С 2006 года участвует в Российском индексе научного цитирования. Журнал также входит в «Список ВАК».